# آلبرت بونیر
آلبرت بونیر (زبان سوئدی:Albert Bonnier)، در ۲۱ اکتبر۱۸۲۰ در شوپنهامن، به دنیا آمد و در۲۶ ژوئیه ۱۹۰۰ در استکهلم درگذشت. او ناشر سوئدی و بنیانگذار انتشارات آلبرت بونیر بود.

## زندگی‌نامه
پدر آلبرت، در سال ۱۸۰۱ به شوپنهامن آمد و کارش را با یک کتابخانه، کتاب‌فروشی و یک نشر کتاب آغاز کرد.
او در کسب‌وکار سریع رشد کرد اما در دهه پایانی سده ۱۸ (میلادی) با مشکلات مالی مواجه شد. در ۱۸۲۷، تصمیم گرفت آدلف بونیر بزرگ‌ترین فرزند خود را از میان ۹ فرزندش، به یوتبری سوئد بفرستد. پس از چند سال او در استکهلم ساکن شد و کتاب‌فروشی و انتشارات باز کرد. او در کار و کسب به سرعت با موفقیت روبرو شد. آدلف در پائیز ۱۸۳۵ برادر۱۴ ساله اش، آلبرت را نزد خود آورد. آلبرت به سرعت در کارهای کتاب فروشی مسلط شد و در سال ۱۸۳۷ درموسسه خوددفتر انتشارات به نشر کتاب پرداخت، وی اولین کتابش «شواهدی که ناپلئون هرگز وجود نداشت»، را منتشر کرد. در ۱۸۳۹، او کتاب سالانه، یک قطعه نمایش، کتابچه ای با برچسب، یک کتاب از آهنگ‌های اپرا بعلاوه الفبای کتاب را منتشر کرد.
در ۱۸۴۱ آلبرت به مدت دو سال دریک سفر خارجی به کار در کتابفروشی‌های مختلف در لایپزیگ، وین و پیست پرداخت. در بازگشت به سوئد، به چاپ داستان‌های ادبی در قالب عنوان‌ها معروف که درجزوات هفتگی عاقبت اروپا، یک کتابخانه رمان جدید منتشر شده بود پرداخت و موفق شد با لاش یو هان هیرتا … در رقابت با نویسندگان خارجی شناخته شده، بپردازد.
با انتشار «تقویم مردم سوآ…» که حاوی داستان‌های کوتاه و داستان‌های نویسندگان معروف بود به فعالیت پرداخت. او در تماس با نویسندگانی از جمله آگوست بلانش، فردریک برنر و امیلی فلیگاره-کارلن بود.
موفقیت‌های انتشاراتی‌اش باعث شد تا در ۱۸۵۶چاپخانه هوربری در ریددارهولمن را خریداری کند.
همان‌طور که از دهه ۱۸۵۰به بعد علاقه به کتاب خواندن در سوئد افزایش می‌یافت، او نیز توانست روی آثار ادبی بیشتری متمرکز شده و با نویسندگانی مانند ذکریا توپلیوس، ویکتور ریدبری، فرانس هدبری و والیاس سلستد پیوند بخورد.
علاوه بر آثار ادبی، او همچنین به انتشار کتاب‌های تخصصی مانند تقویم تجاری، تقویم عادل (دربارهٔ اعضای خاندان نجیب سوئدی ازجمله عادل و شوالیه‌ها)، راهنمای سفر، کتاب استنلی، «چگونه لیوینگستون واز آن طریق قاره سیاه را پیدا کردم»، کتاب‌های پزشکی، کتاب‌های دستور زبان و کتاب‌های دخترانه مانند «یک تاج در میان دختران» از آلکوت نویسنده آمریکایی پرداخت.
در ۱۸۶۵ وی ساختمان انتشارات را به خیابان اولندزگاتان (درحال حاضر خیابان مستر ساموئلزگاتان) منتقل کرد و در یک ساختمان سه طبقه، هم بخش انتشارات و هم چاپخانه قرار داشت. اولین بار روزنامه داگنزنی‌هتر در ۱۸۶۴ در چاپخانه آلبرت منتشر شد. آلبرت در ابتدای کار از خرید سهام خودداری می‌کرد، اما بعدها در سال ۱۸۷۴ اقدام به خرید سهام کوچک کرد. او همچنین عضو هیئت مدیره روزنامه افتن‌بلادت بود.

## گسترش فعالیت‌ها
در سال ۱۸۸۶ پسرش کارل اوتو شریک او در شرکت شد و با همکاری هم روی نویسندگان سوئدی سرمایه‌گذاری کردند. انتشارات در سال ۱۸۷۷مجموعه داستان‌های کوتاه آگوست استریندبری «از فی یَردینگن و سِوَرت بٍکِکِن» که (بخش‌هایی از اوپسالا هستند) را منتشر کرد. کتاب اتاق قرمز او در انتشارات دیگری چاپ شد و ازجمله شامل ناشر اسمیت طمّاع بود که ظاهراً یک کاریکاتور از آدولف بونیر بود. باوجود این وی همچنان کتاب‌های استریندبری را منتشر می‌کرد و در سال ۱۸۸۴کتاب یفتاس (متأهل) را طبع نمود. این کتاب اهانتی علیه جامعه اُسکاریان (زمانی که اُسکار دوم پادشاه بود، اتحاد بین سوئد و نروژ تضعیف شد و درنهایت به جدایی این دو کشور منتهی شد) است.
استریندبری به دلیل اهانت به اسکار دوم متهم شد و از آنجا که او در سوئیس ساکن بود و نمی‌خواست به سوئد برگردد، برای آلبرت پیگرد قانونی و احتمالاً محکوم شدن به زندان را به همراه داشت. با این حال کارل اوتو به ژنو سفر کرد و موفق به متقاعد کردن استریندبری برای آمدن به سوئد برای محاکمه شد. در جریان محاکمه در پاییز۱۸۸۴، استریندبری آزاد شد، اما از آلبرت و انتشارات وی برای سرمایه‌گذاری در نشر چنین کتاب‌هایی انتقاد شدید شد. منتقدان از پرداختن به پیشینه یهودی آلبرت فروگذار نکردند.
کارل اوتو به همکاری انتشاراتی با نویسندگان سوئدی مانند ورنرفون هیدنستام و گوستاف فرودینگ مبادرت کرد. آلبرت با ادبیات مدرن مشکل داشت و تپلیوس و ویکتور ریدبری را ترجیح می‌داد. او در ۱۸۷۶ به کارل لارشون ۲۳ ساله اجازه داد تا داستان‌های فلتشرن توپلیوس را نشر کند و در سال ۱۸۸۷ اولین کتاب سِوِن هِدلین ۲۲ساله دربارهٔ سفرش از میان پرشین (ایرا ن قدیم) را چاپ کرد.
چاپخانه مجدداً در سال ۱۸۹۶، با مشکل مواجه شد، و آن هنگامی بود که شعر فرودینگ ـ یک رؤیای صبح منتشر شد و آلبرت به جرم علیه آزادی مطبوعات، تحت پیگرد قرارگرفت. تمام نسخه‌های این کتاب برای فروش توسط پلیس ضبط شد، اما در دادگاه گوستاف فرودینگ تبرئه شد.

## زندگی شخصی
آلبرت تا سن ۳۰ سالگی با برادرش آدولف زندگی می‌کرد. در سن ۳۴ سالگی، با بتی روبنسون ازدواج کرد و سه فرزند داشت، یننی (۱۸۵۵)، کارل اوتو (۱۸۵۶) و اوا (۱۸۵۷). پس از مرگ همسرش بتی در سال ۱۸۸۸، او با اببه هرون متولد ۱۸۶۰ که بسیار از او جوان تر بود، نامزد شد. او دو پسر به نام‌های آلبرت نیکولاوس (۱۸۹۰) و سِوٍن آلبرت (۱۸۹۴) به دنیا آورد.

## مرگ
در زمستان - بهار۱۹۰۰، آلبرت به سرطان مبتلا شد و به عنوان مالک دومین انتشارات بزرگ سوئد و با ثروت ۳٬۵ میلیون کرون فوت کرد. بونیر در شما ل غربی استکهلم دفن است.